# Паукер, Магнус Георг фон
Магнус Георг фон Паукер  (Егор Андреевич Паукер, нем. Magnus-Georg von Paucker; 15 (26) ноября 1787, пасторат Св. Симониса Эстляндской губернии — 19 (31) августа 1855, Митава) — российский математик и астроном, член-корреспондент Петербургской Академии наук с 9 января 1822 года. Брат Юлиуса фон Паукера.

## Биография
Сын пастора Генриха Иоганна Паукера, первоначальное образование получил в родительском доме, его учитель-математик И. Гейзер, впоследствии профессор, пристрастил его к математическим наукам.
В 1805 году поступил на физико-математическое отделение философского факультета Дерптского университета, где слушал лекции у физика Паррота и астронома Пфаффа, посвящая себя исключительно физике, математике, гидравлике и астрономии. Во время обучения напечатал несколько статей астрономического содержания. Первым большим трудом было написанное в 1808 году сочинение «Vermessung des Embachstroms in Livland», которое лежало долгое время в рукописи в Дерптской астрономической обсерватории, и было напечатано только незадолго до его смерти, в 1855 году. По окончании курса, в 1809 году, отправился в Санкт-Петербург и построил в Царском Селе первый в России оптический телеграф. Собирался поступить на службу офицером в Корпус водяных путей сообщений, но получил приглашение занять место старшего учителя в Выборгской гимназии.
В 1810 году назначен обсерватором Астрономической обсерватории в Дерпте, а летом 1812 года — приват-доцентом математики. В 1813 году защитил докторскую диссертацию «De nova explicatione phaenomeni elasticitatis corporum rigidorum» и был утвержден экстраординарным профессором математики, но оставил это место, чтобы переселиться в Митаву в качестве старшего учителя математики и астрономии тамошней «Gymnasium illustre».
В 1820 году вторично отказался от профессуры в Дерпте, а позднее — от звания действительного члена Императорской академии наук (став членом-корреспондентом). В 1832 году получил за свою работу[какую?] о русской метрологии большую Демидовскую премию в 5000 рублей и на издание рукописи ещё 5000 рублей.
Написал многочисленные работы по своей специальности, был основателем и секретарём Курляндского общества литературы и художеств, редактировал «Записки» этого общества. Состоял членом многих учёных обществ как в России, так и за её пределами.
Сын от первого брака от первого брака с Анной-Кристиной фон Баггехуфвудт — Карл Егорович, филолог, латинист, профессор греческого языка и литературы.
Сын от второго брака с Феодосией Паукер (урождённая фон Тротта-Трейден) — Герман Егорович, российский инженер, в 1888—1889 годах занимал пост министра путей сообщения.

## Труды
- «Die Theorie der Derivationen» (Митава, 1813),
- «Uebersicht der Verhandlungen der kurländischen Gesellschaft für Litteratur und Kunst» (1818),
- «Die ebene Geometrie der graden Linie und des Kreises, oder die Elemente. Für Gymnasium und zum Selbstunterricht» (Кёнигсберг, 1823),
- «Historischer Theil des ersten und zweiten Bandes des Jahresverwandlungen der Kurländischen Gesellschaft für Litteratur und Kunst, mit Anschluss der biographischen Notizen» (Митава, 1819 и 1822),
- «Practisches Rechenbuch für inländische Verhältnisse in drei Heften» (Митава, 1837),
- «Geometrische Analysis, enthaltend des Apollonius von Perga Sectio rationis, spatii et determinata, nebst einem Anhang» (Лейпциг, 1837),
- «Die Osterrechnung zur Einführung eines bessern kirchlichen Kalenders und Oster- Kanons» (Рига и Лейпциг, 1837),
- «Fundamente der Geometrie» (Лейпциг, 1842),
- «Die Gaussichen Gleichungen der Bogendreiecke und zwei merkwürdige Sätze vom Raum» (Митава, 1844)
- и др.